# Judži Sakakura
Judži Sakakura (japonsko 阪倉 裕二), japonski nogometaš in trener, 7. junij 1967.
Za japonsko reprezentanco je odigral 6 uradnih tekem.